# Carabus smaragdinus
Carabus smaragdinus là một loài bọ cánh cứng bản địa của miền Cổ bắc và Cận Đông. Ở châu Âu, nó được quan sát ở Albania, Áo, Belarus, Bỉ, Bosna và Hercegovina, Quần đảo Anh, Bulgaria, Croatia, Síp, Cộng hòa Séc, Đan Mạch lục địa, Estonia, Thổ Nhĩ Kỳ phần châu Âu, Phần Lan, Chính quốc Pháp, Đức, lục địa Hy Lạp, Hungary, Chính quốc Ý, Kaliningrad, Latvia, Liechtenstein, Litva, Luxembourg, Macedonia, Moldova, Na Uy lục địa, Ba Lan, România, Nga, Slovakia, Slovenia, Chính quốc Tây Ban Nha, Thụy Điển, Thụy Sĩ, Hà Lan, Ukraina và Nam Tư.

## Hình ảnh

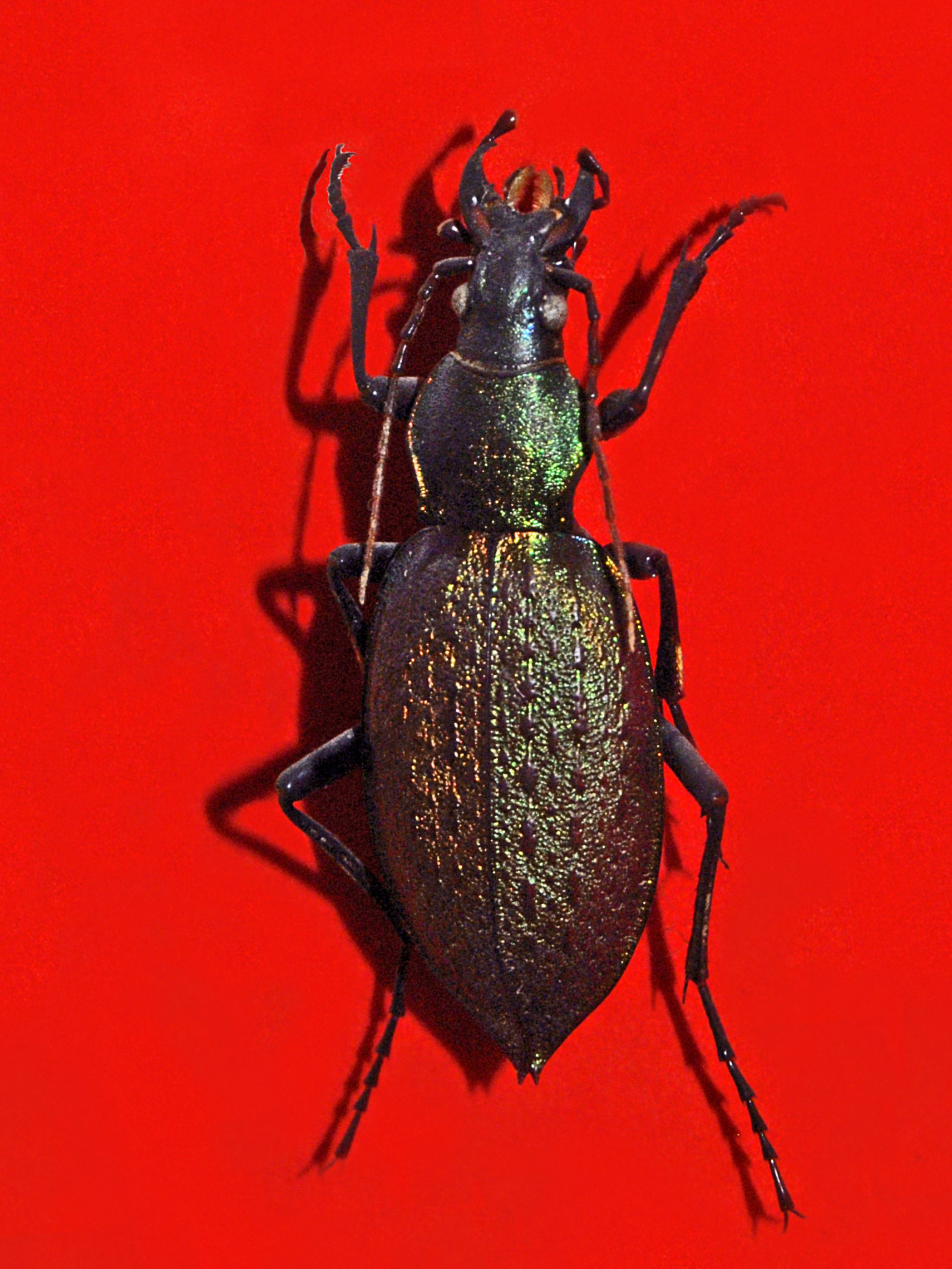